# 011 (prefisso)
011 è il prefisso telefonico del distretto di Torino, appartenente al compartimento omonimo.
Il distretto comprende la parte sud-orientale della Città metropolitana di Torino e alcuni comuni della provincia di Asti e della provincia di Cuneo. Confina con i distretti di Lanzo Torinese (0123), di Rivarolo Canavese (0124) e di Ivrea (0125) a nord, di Vercelli (0161) e di Asti (0141) a est, di Alba (0173) e di Savigliano (0172) a sud, di Saluzzo (0175) a sud-ovest, di Pinerolo (0121) e di Susa (0122) a ovest.

## Aree locali e comuni
Il distretto di Torino comprende 145 comuni compresi nelle 13 aree locali di Avigliana (ex settori di Avigliana e Condove), Carmagnola (ex settori di Carignano e Carmagnola), Caselle Torinese, Chieri, Chivasso (ex settori di Caluso e Chivasso), Cirié, Gassino Torinese (ex settori di Castelnuovo Don Bosco e Gassino Torinese), None, Orbassano, Rivoli (ex settori di Alpignano, Druento e Rivoli), Torino, Vinovo e Volpiano.
I comuni compresi nel distretto sono: Airasca, Albugnano (AT), Almese, Alpignano, Andezeno, Arignano, Avigliana, Baldissero Torinese, Barbania, Barone Canavese, Beinasco, Berzano di San Pietro (AT), Borgaro Torinese, Borgone Susa, Bosconero, Brandizzo, Brozolo, Bruino, Brusasco, Bruzolo, Buttigliera Alta, Buttigliera d'Asti (AT), Caluso, Cambiano, Candia Canavese, Candiolo, Caprie, Carignano, Carmagnola, Casalborgone, Casalgrasso (CN), Caselette, Caselle Torinese, Castagneto Po, Castagnole Piemonte, Castelnuovo Don Bosco (AT), Castiglione Torinese, Cavagnolo, Cercenasco, Chieri, Chiusa di San Michele, Chivasso, Cinzano, Cirié, Coazze, Collegno, Condove, Corio, Cumiana, Druento, Faule (CN), Fiano, Foglizzo, Front, Gassino Torinese, Giaveno, Givoletto, Grosso, Grugliasco, Isolabella, La Cassa, La Loggia, Lauriano, Leinì, Lombardore, Lombriasco, Marentino, Mathi, Mazzè, Mombello di Torino, Moncalieri, Moncucco Torinese (AT), Montaldo Torinese, Montalenghe, Montanaro, Monteu da Po, Moriondo Torinese, Nichelino, Nole, None, Orbassano, Orio Canavese, Osasio, Pancalieri, Pavarolo, Pecetto Torinese, Pianezza, Pino d'Asti (AT), Pino Torinese, Piobesi Torinese, Piossasco, Poirino, Polonghera (CN), Pralormo, Reano, Riva presso Chieri, Rivalba, Rivalta di Torino, Rivarossa, Rivoli, Robassomero, Rocca Canavese, Rondissone, Rosta, Rubiana, San Benigno Canavese, San Carlo Canavese, San Didero, San Francesco al Campo, San Gillio, San Maurizio Canavese, San Mauro Torinese, San Raffaele Cimena, San Sebastiano da Po, Sangano, Sant'Ambrogio di Torino, Sant'Antonino di Susa, Santena, Scalenghe, Sciolze, Settimo Torinese, Torino, Torrazza Piemonte, Trana, Trofarello, Vaie, Val della Torre, Valgioie, Vallo Torinese, Varisella, Vauda Canavese, Venaria Reale, Verolengo, Vigone, Villafranca Piemonte, Villanova Canavese, Villar Dora, Villar Focchiardo, Villarbasse, Villastellone, Vinovo, Virle Piemonte, Vische, Volpiano e Volvera .